# La Haie-Traversaine
Ne doit pas être confondu avec La Haie-sur-Colmont.
La Haie-Traversaine est une commune française, située dans le département de la Mayenne en région Pays de la Loire, peuplée de 466 habitants.
La commune fait partie de la province historique du Maine, et se situe dans le Bas-Maine.

## Géographie
| Oisseau           | Ambrières-les-Vallées | Saint-Loup-du-Gast          |
| Oisseau           | La Haie-Traversaine   | Saint-Fraimbault-de-Prières |
| Parigné-sur-Braye | Mayenne               | Saint-Fraimbault-de-Prières |

### Climat
Pour des articles plus généraux, voir Climat des Pays de la Loire et Climat de la Mayenne.
En 2010, le climat de la commune est de type climat océanique franc, selon une étude du CNRS s'appuyant sur une série de données couvrant la période 1971-2000. En 2020, Météo-France publie une typologie des climats de la France métropolitaine dans laquelle la commune est exposée à un climat océanique et est dans la région climatique  Moyenne vallée de la Loire, caractérisée par une bonne insolation (1 850 h/an) et un été peu pluvieux. 
Pour la période 1971-2000, la température annuelle moyenne est de 10,9 °C, avec une amplitude thermique annuelle de 13,4 °C. Le cumul annuel moyen de précipitations est de 828 mm, avec 13,7 jours de précipitations en janvier et 7,4 jours en juillet. Pour la période 1991-2020, la température moyenne annuelle observée sur la station météorologique de Météo-France la plus proche, sur la commune de Mayenne à 7 km à vol d'oiseau, est de 11,7 °C et le cumul annuel moyen de précipitations est de 849,9 mm,. Pour l'avenir, les paramètres climatiques de la commune estimés pour 2050 selon différents scénarios d'émission de gaz à effet de serre sont consultables sur un site dédié publié par Météo-France en novembre 2022.

## Urbanisme

### Typologie
Au 1er janvier 2024, La Haie-Traversaine est catégorisée commune rurale à habitat dispersé, selon la nouvelle grille communale de densité à sept niveaux définie par l'Insee en 2022.
Elle est située hors unité urbaine. Par ailleurs la commune fait partie de l'aire d'attraction de Mayenne, dont elle est une commune de la couronne,. Cette aire, qui regroupe 27 communes, est catégorisée dans les aires de moins de 50 000 habitants,.

### Occupation des sols
L'occupation des sols de la commune, telle qu'elle ressort de la base de données européenne d’occupation biophysique des sols Corine Land Cover (CLC), est marquée par l'importance des territoires agricoles (93,1 % en 2018), en diminution par rapport à 1990 (94,6 %). La répartition détaillée en 2018 est la suivante : 
terres arables (46,3 %), prairies (34 %), zones agricoles hétérogènes (12,9 %), zones urbanisées (3,7 %), eaux continentales (3,2 %). L'évolution de l’occupation des sols de la commune et de ses infrastructures peut être observée sur les différentes représentations cartographiques du territoire : la carte de Cassini (XVIIIe siècle), la carte d'état-major (1820-1866) et les cartes ou photos aériennes de l'IGN pour la période actuelle (1950 à aujourd'hui).

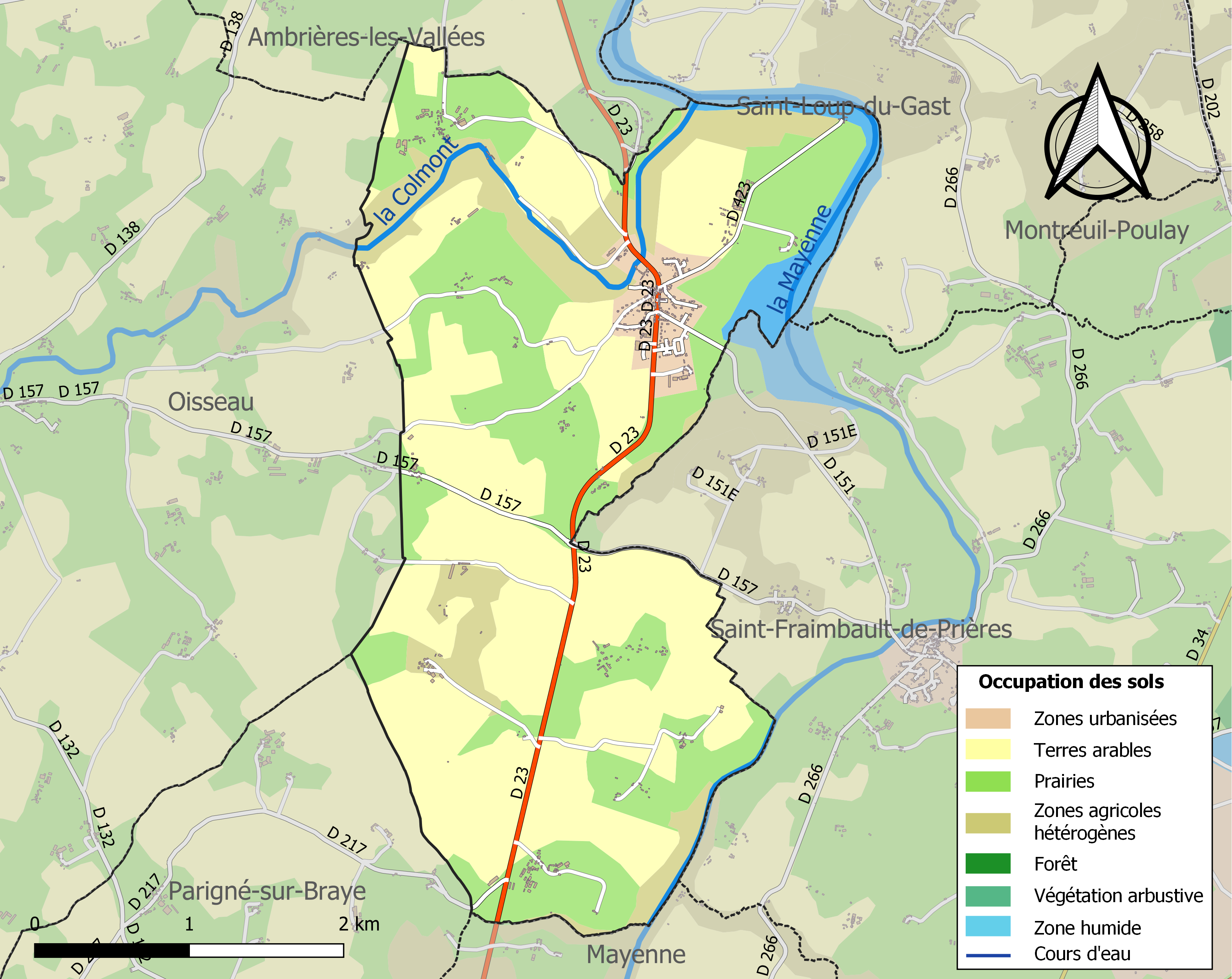
Carte des infrastructures et de l'occupation des sols de la commune en 2018 (CLC).

## Toponymie
Le nom de la localité est attesté sous les formes La Haie sur Quoumont en 1491 et La H. sur Coulmond ou Traversaine en 1660. Le toponyme est issu de l'ancien français haie qui pouvait avoir le sens du français moderne mais aussi de « bosquet », de « bois » ou « terrain vague », « entouré de haies ». Traversaine indique la proximité d'un passage, d'un gué.
Le gentilé est Traversainois.

## Histoire
La commune est créée en 1864 par prélèvement sur le territoire d'Oisseau. Elle s'associe à Ambrières-le-Grand en même temps que Cigné et la commune ainsi formée prend le nom d'Ambrières-les-Vallées. La Haie-Traversaine reprend son indépendance en 1986.

## Politique et administration
Le conseil municipal est composé de onze membres dont le maire et deux adjoints
.

## Population et société

### Démographie
L'évolution du nombre d'habitants est connue à travers les recensements de la population effectués dans la commune depuis 1866. Pour les communes de moins de 10 000 habitants, une enquête de recensement portant sur toute la population est réalisée tous les cinq ans, les populations de référence des années intermédiaires étant quant à elles estimées par interpolation ou extrapolation. Pour la commune, le premier recensement exhaustif entrant dans le cadre du nouveau dispositif a été réalisé en 2008.
En 2022, la commune comptait 466 habitants, en évolution de −2,71 % par rapport à 2016 (Mayenne : −0,73 %, France hors Mayotte : +2,11 %).
Lors du premier recensement de la nouvelle commune, en 1866, La Haie-Traversaine comptait 864 habitants, population jamais atteinte depuis.
| 1866 | 1872 | 1876 | 1881 | 1886 | 1891 | 1896 | 1901 | 1906 |
| ---- | ---- | ---- | ---- | ---- | ---- | ---- | ---- | ---- |
| 864  | 821  | 815  | 675  | 664  | 651  | 578  | 588  | 557  |

| 1911 | 1921 | 1926 | 1931 | 1936 | 1946 | 1954 | 1962 | 1968 |
| ---- | ---- | ---- | ---- | ---- | ---- | ---- | ---- | ---- |
| 535  | 422  | 424  | 416  | 417  | 367  | 349  | 327  | 317  |

| 1975 | 1982 | 1990 | 1999 | 2006 | 2008 | 2013 | 2018 | 2022 |
| ---- | ---- | ---- | ---- | ---- | ---- | ---- | ---- | ---- |
| 306  | 334  | 391  | 420  | 484  | 502  | 485  | 466  | 466  |

## Lieux et monuments

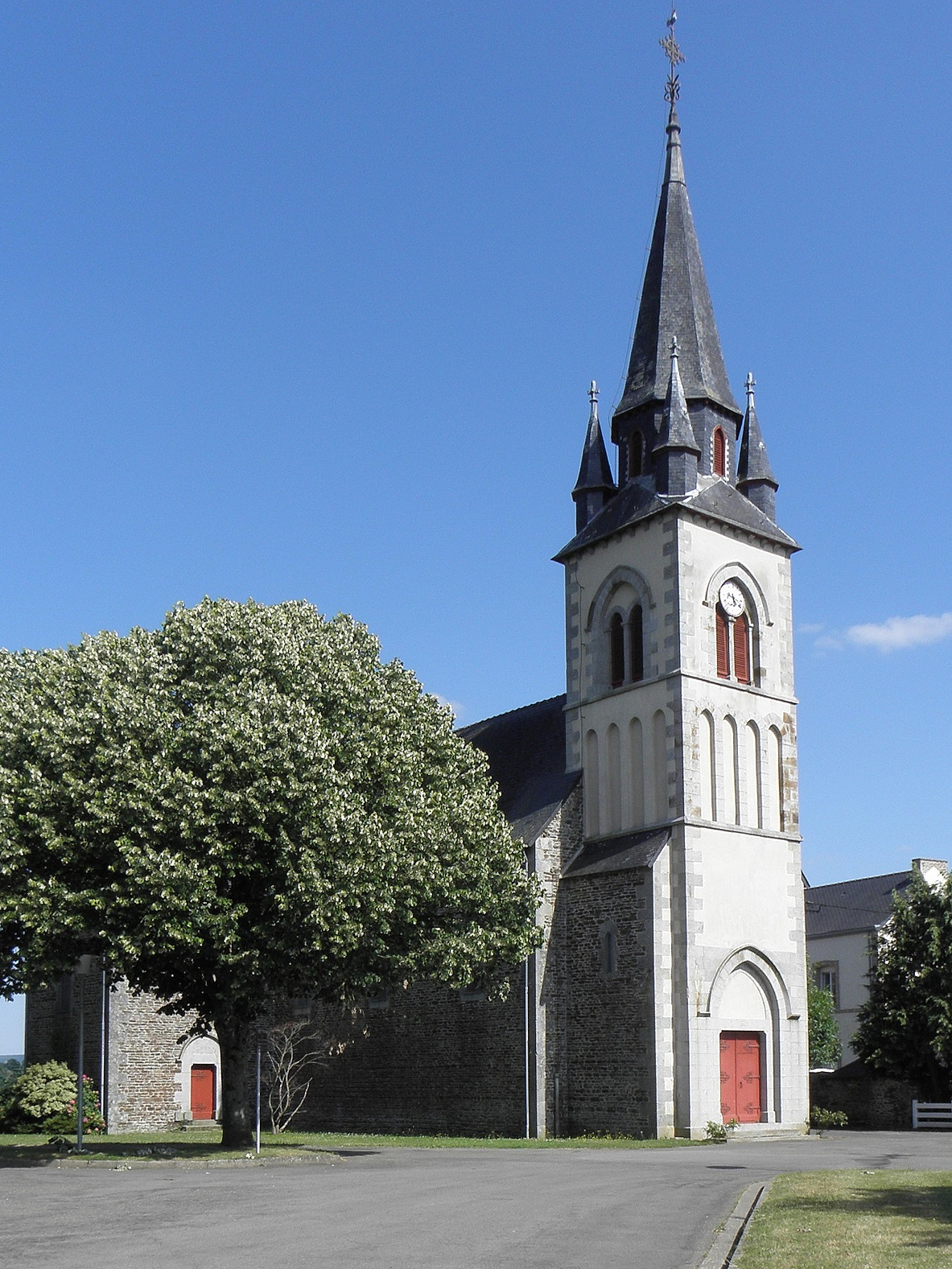
L'église Saint-Pierre.

La commune adhère à Mayenne Communauté associée au pays d'art et d'histoire Coëvrons-Mayenne.
- La chapelle Notre-Dame de la Vallée du XIXe siècle : lieu de pèlerinage marial. La statue de la Vierge « Notre-Dame de toutes aides » date du XVIe siècle.
- L'église paroissiale Saint-Pierre, du XIXe siècle.
- Château de Lozé, du XVIIIe siècle.
- Château du Pont, du XVIIIe siècle.

## Personnalités liées à la commune
- Gabriel Tripier de Lozé (1789 à Oisseau - 1856 à La Haie-Traversaine), homme politique, député sous la Deuxième République.

## Sources
- Altitudes, coordonnées, superficie : répertoire géographique des communes 2013 (site de l'IGN, téléchargement du 19 mars 2014)